# Cornufer hedigeri
Cornufer hedigeri es una especie de anfibios de la familia Ceratobatrachidae.

## Distribución geográfica
Es endémica del archipiélago de las islas Salomón.  

## Estado de conservación
Se encuentra ligeramente amenazada por la pérdida de su hábitat natural.